# 平井信行
平井 信行 （ひらい のぶゆき、 1967年9月22日 - ）は、日本の気象予報士・防災士・気象防災アドバイザー。NHKの気象情報に出演し、講演、執筆活動を行っている。

## 略歴
熊本県八代市出身。1996年より埼玉県春日部市在住。
熊本県立八代高等学校を経て東京学芸大学教育学部を卒業後、1991年4月、財団法人（現在は一般財団法人）日本気象協会に入職。1994年8月に実施された第1回気象予報士試験に合格。気象予報士登録番号306号。1996年4月よりNHK総合テレビジョンの気象キャスターに就任。2003年3月で気象協会を退職したため、その後1年間は放送出演から遠ざかっていたが、2004年度からNHK気象情報に復帰。
2005年より富士測候所を活用する会の理事に就任。2013年にかすかべ親善大使に就任する。
気象協会を退職後はフリーとなり、ＮＨＫ『ニュースウオッチ9』の初代気象キャスターに就任、お天気キャラクター春ちゃんの生みの親でもある。
2004年、NPO法人「気象キャスターネットワーク」を設立、代表に就任。環境教育、防災教育や気象予報士の育成などに携わる。2005年、埼玉県教育委員に就任。いずれも、2009年末に任期満了。
趣味はマラソン、草野球、競馬。また日本一過酷とも言われる山岳マラソン、富士登山競走では10度以上、山頂まで完走している。ゲストランナーとしても、マラソン大会に出場している。
2017年9月15日、埼玉県警察岩槻警察署の一日署長に就任。

## 出演番組

### 現在
- 首都圏ニュース845（2021年度 - ）

### 過去（NHK総合テレビ）
- NHKニュースおはよう日本（1996年度 - 1998年度・2015年度 - 2017年度）
- ニュース・気象情報（10:00）（1996年度）
- おはよう5（1997年度 - 1998年度）
- NHKニュース11（1999年度）
- 首都圏ニュース845（1999年度 - 2002年度、2004年度 - 2005年度・2018年度）
- 首都圏ネットワーク（2000年度 - 2002年度・2004年度 - 2014年度・2018年度※）※気象情報の一部は全国送出
- ニュースウオッチ9（2006年度 - 2010年度）
- ゆうどきネットワーク （2011年度 - 2014年度）気象情報は首都圏地域のみ
- ニュースきょう一日（2019年度 - 2020年度）
- 関東・甲信越の気象情報（毎週金曜日、17:57 - 18:00）（2021年4月2日 - 2022年4月1日）
- 災害のニュースの気象情報
- お天気バラエティー 気象転結 〜冬将軍編〜（2010年12月22日）ゲスト

### 過去（NHK Eテレ）
- Eテレ0655 『toi toi toi!』の映像に登場
- Eテレねこねこ55内「平井さんと猫」のコーナーの映像に登場

「平井さんが教えてくれる天気の情報を全く違う観点で、熱狂的に支持している方々がいるのです」というナレーションに続いて、テレビに映る指示棒の先の黒い玉を必死に追いかける飼い猫たちのユーモラスな動きを歌に乗せて紹介する。

## 著書
- 『天気予報はこんなに面白い！天気キャスターの晴れ雨人生』（2001年5月10日発行、角川書店）[1]
- 『雑学読本 NHK天気質問箱』（2001年6月30日発行、日本放送出版協会）ISBN 4-14-011163-1[1]
- 『NHK気象予報士お天気カレンダー 平成19年版』（2006年10月、NHKサービスセンター）ISBN 4871089371